# Oliver Sigismondi
Oliver Sigismondi (* 13. August 1969) ist ein ehemaliger österreichischer Fußballspieler.

## Karriere
Sigismondi begann seine Karriere bei Schwarz-Weiß Bregenz. Zur Saison 1990/91 wechselte er zum SCR Altach. Mit Altach stieg er zu Saisonende in die 2. Division auf. Nach dem Aufstieg gab er im Juli 1991 gegen den Linzer ASK sein Zweitligadebüt. Bis Saisonende kam er zu 16 Einsätzen in der 2. Division, aus der er mit den Altachern nach einer Spielzeit aber direkt wieder abstieg.
Zur Saison 1993/94 wechselte er zum Ligakonkurrenten FC Dornbirn 1913. Zur Saison 1994/95 zog er weiter zum FC Viktoria 62 Bregenz. Im Jänner 1995 kehrte er nach Altach zurück, wo er bis 1996 spielte. Zwischen 2000 und 2002 war er dann noch für den FC Egg aktiv, ehe er seine Karriere beendete.